# 岩本薰
岩本薰（1902年2月5日—1999年11月29日），日本围棋九段棋手。第3、4届本因坊战冠军，号薰和。

## 生平
岛根县益田市人，小时候在韩国釜山长大。师从广濑平治郎八段，1918年入段，1919年二段，1920年三段，1922年四段，1925年五段，1926年六段，同年夏天访华，8月20日在大方家胡同李律阁宅让二子1目胜吴清源。1941年七段。
1945年与桥本宇太郎在广岛进行第3届本因坊战决赛第2局时，恰逢美机投掷下第一颗原子弹，因对局场所移在郊外而幸免于难，史称原爆之局。
1948年八段，任日本棋院理事长。1967年九段。1983年4月引退。门下有曲励起九段、福井正明九段、福井進九段、中岡二郎七段、新海洋子五段、吉田晴美初段、河野征夫四段等。
岩本薰一度到巴西做咖啡生意，后来将主要精力投向海外围棋普及之上，他自己出钱，在巴西的圣保罗、美国的纽约和西雅图、荷兰的阿姆斯特丹建立了围棋中心。为纪念岩本薰对围棋普及的贡献，後來因此入選圍棋殿堂，而智利和阿根廷围棋协会在网上举办了岩本薰杯赛。

## 著作
- 『棋聖秀策の布石（上下）』 東京創元社 1955年
- 『算砂・道碩 (日本囲碁大系第1巻) 』 筑摩書房 1975年
- 『囲碁を世界に（本因坊薫和回顧録）』 講談社 1979年
- 『岩本薫』（現代囲碁大系5）講談社　1981年
- (監修)『道策全集』日本棋院 1991年
- 『本因坊薫和選集』岩本薫先生棋譜編纂会　1995年
- (監修)『完本 本因坊秀策全集』福井正明編集 誠文堂新光社 1996年